# Didymaotus
Genre
Classification phylogénétique
Didymaotus N.E.Br. est un genre de plantes de la famille des Aizoaceae.
Didymaotus N.E.Br., in Gard. Chron., ser. 3. 78: 433 (1925)
Type : Didymaotus lapidiformis (Marloth) N.E.Br. (Mesembryanthemum lapidiforme Marloth)

## Liste des espèces
Didymaotus N.E.Br. est, à ce jour, un genre monotype.
- Didymaotus lapidiformis (Marloth) N.E.Br.